# Léon Daudet

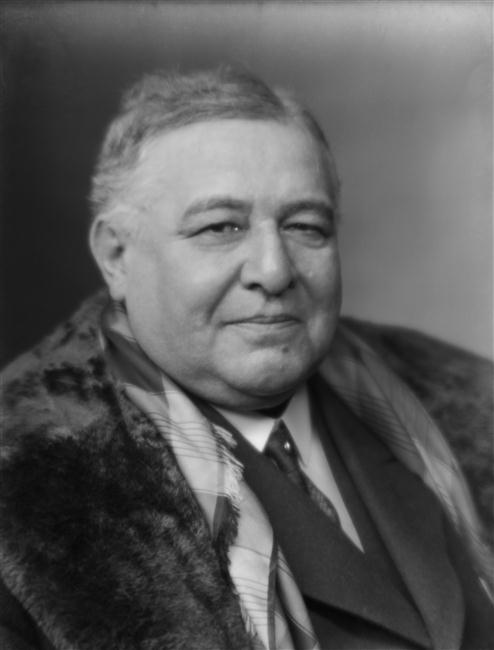
Léon Daudet, fotografía de Paul Nadar, 1930

Alphonse Marie Vincent Léon Daudet (París, 16 de noviembre de 1867-Saint-Rémy-de-Provence, 30 de junio de 1942) fue un escritor, periodista y político monárquico francés, hijo del escritor Alphonse Daudet y Julia Daudet. 

## De la medicina a la literatura
En 1885 comenzó sus estudios de Medicina esperando aprender algo que pudiera curar a su padre enfermo de sífilis. Estudió de la mano de Charcot, médico famoso de la época, hasta descubrir que el oficio no era de su agrado. Publicó entonces su segunda novela, Les Morticoles (1894), caricatura sobre los médicos de su tiempo, y encontró cuál era su verdadera vocación: la literatura. Así, recogiendo el relevo de su padre, se convirtió en un prolífico articulista y escritor autor de libros como El heredero (1892) o El viaje de Shakespeare (1897), sin duda, su novela más importante.
A partir del año 1900 pasó a ejercer como crítico teatral del diario Le Soleil y trabajó también para el periódico La Libre Parole. Paralelamente, fue publicando novelas, ensayos filosóficos, críticas literarias, folletos, relatos históricos, novelas y sus memorias. Dejó escritos 9000 artículos y 128 libros, la mayoría de los cuales se siguen editando en la actualidad.

## Daudet, personaje controvertido
Con los años, se fue perfilando como un personaje controvertido y polémico. A raíz del caso Dreyfus se despertó en el escritor un creciente antisemitismo y fue volviéndose cada vez más monárquico. Su postura política se consolidó a raíz de su unión con Martha Allard, rica mujer que le ayudó a financiar sus proyectos. Su postura satírica y, en ocasiones, demasiado enérgica hizo que, con el paso de los años, se ganase golpes en manifestaciones e incluso duelos.
En el año 1908 fundó junto con los monárquicos Charles Maurras, Henri Vaugeois y Maurice Pujo el diario ultranacionalista L'Action française, medio que ayudará a reforzar su postura reaccionaria y a exacerbar su inclinación hacia un nacionalismo monárquico antisemita. Fue editor del diario desde su fundación hasta el año 1941 y también codirector hasta el año 1917.
A partir de 1912 comenzó una campaña de denuncia de la infiltración en las empresas y en la política de agentes que están al servicio de Alemania. La campaña culminó con tres detenciones en plena Primera Guerra Mundial y ayudó a Daudet a multiplicar las ventas de sus libros (hasta 20 000 ejemplares vendidos en pleno conflicto). Sin embargo, las críticas sobre la labor del Ministerio de Interior francés de sus artículos le privaron de dar conferencias.
De 1919 a 1924 fue miembro de la Union Nationale de París y ejerció de portavoz de los nacionalistas.

## Huida a Bélgica y temperamento político
A raíz de la muerte de su hijo en 1923, empezó a creer que era víctima de una conspiración política y, acusado de difamación por sus polémicas opiniones expresadas en L'Action Française, en el año 1925 huyó a Bélgica, donde se refugió hasta 1929. En 1927 había sido excomulgado, junto con su compañero Charles Maurras, por el papa Pío XI. En esa época empezó a atemperarse su antisemitismo, mientras que sus sentimientos nacionalistas se mantuvieron hasta el final de sus días. Se declaró seguidor de Pétain, si bien la ocupación alemana lo consternó y esto se reflejó en sus escritos. 
Después de sus años de exilio y colaboración con L'Action Française a distancia, regresó a París tras haber sido indultado de la acusación de difamación. Allí volvió a ocupar su cargo en el periódico y se reincorporó a la vida política. Al mismo tiempo, comenzó a publicar sus memorias, obra exitosa en su tiempo. Falleció en 1942.

## Sus obras
- Souvenirs des milieux littéraires, politiques, artistiques et médicaux", seis volúmenes publicados entre 1914 y 1921.
- Nuestra Provenza (1933). En homenaje a la Provenza
- Quand vivait mon père (1940). En honor a su padre
- Otros libretos y ensayos libretos, ensayos como "L'avant-guerre"
- El viaje de Shakespeare (1896), novela considerada su mayor obra
- Suzanne (1986). Novela